# Радіальне меню

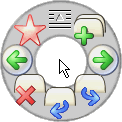

Радіа́льне меню́ (англ. Pie menu) — віджет комп'ютерного інтерфейсу,  являє собою кругле контекстне меню з розташованими по колу командами, які відповідають поточним діям або виділеному елементу. Команди в цих меню можуть змінюватися залежно від дії, яка зараз виконується. 
Наприклад, коли ви вводите текст, відображається радіальне меню для команд сторінки, у якому можна швидко отримати доступ до таких відомих команд, як «Скасувати», «Вирізати», «Копіювати» або «Вставити».
На відміну від ноутбука, у планшетів  немає вбудованої фізичної клавіатури – для виконання операцій є лише сенсорний екран. Але радіальні меню зручно «прив'язувати» до клавіш управління курсором і цифрової клавіатури, тобто з використанням від чотирьох до восьми пунктів меню.
Якщо на зовнішньому краю радіального меню поряд із піктограмою команди з’являється стрілка, це означає, що для цієї команди доступні додаткові варіанти вибору. Торкніться стрілки, щоб відобразити додаткові або пов’язані варіанти.

## Історія
Перше задокументоване радіальне меню приписується системі під назвою PIXIE у 1969 році. Деякі університети досліджували альтернативні візуальні макети.
У 1986 році Майк Галлахер і Дон Гопкінс незалежно один від одного прийшли до концепції контекстного меню, заснованого на куті до початку координат, де точний кут і радіус можна було передавати як параметри команди, а клацання миші можна було використовувати для запуску пункту або підменю. Перше порівняння продуктивності з лінійними меню було проведено в 1988 році, яке показало збільшення продуктивності на 15% і зменшення помилок вибору.
Рольова відеогра Secret of Mana представила інноваційну систему радіального меню на основі піктограм у 1993 р. Її система кільцевого меню була прийнята пізнішими відеоіграми.